# NGC 5575
NGC 5575 (również NGC 5578, PGC 51272 lub UGC 9184) – galaktyka soczewkowata (S0), znajdująca się w gwiazdozbiorze Panny. Jest to galaktyka z aktywnym jądrem typu LINER.
Prawdopodobnie odkrył ją William Herschel 12 maja 1793 roku, nie skatalogował jej jednak na swej liście obiektów typu mgławicowego, gdyż przy większym powiększeniu teleskopu wrażenie mglistości obiektu zniknęło. Niezależnie galaktykę odkrył Albert Marth 8 maja 1864 roku. 22 maja 1884 roku obserwował ją Lewis A. Swift, lecz uznał, że odkrył nowy obiekt. Ponieważ pozycje galaktyki podane przez Martha i Swifta nieco się różniły, John Dreyer zestawiając swój New General Catalogue nie domyślił się, że obserwowali oni ten sam obiekt i skatalogował obserwację Martha jako NGC 5575, a Swifta jako NGC 5578.